# Clarence Long

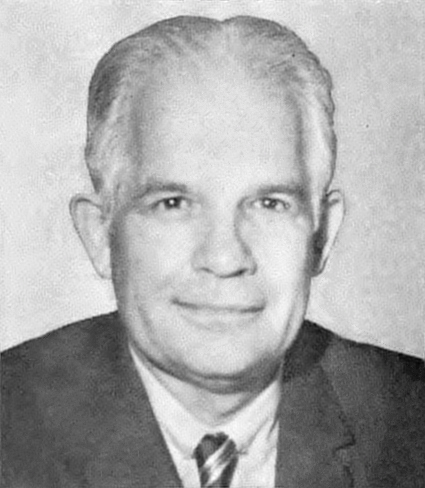
Clarence Long (1971)

Clarence Dickinson Long (* 11. Dezember 1908 in South Bend, Indiana; † 18. September 1994 in Cockeysville, Maryland) war ein US-amerikanischer Politiker. Zwischen 1963 und 1985 vertrat er den Bundesstaat Maryland im US-Repräsentantenhaus.

## Werdegang
Clarence Long besuchte bis 1932 das Washington & Jefferson College in Washington (Pennsylvania). Danach studierte er bis 1938 an der Princeton University unter anderem Philosophie. Während des Zweiten Weltkrieges diente er zwischen 1943 und 1946 in der US Navy. Später unterrichtete er das Fach Wirtschaftslehre. Außerdem trat er als Autor in Erscheinung. 1948 gehörte er der Hoover-Kommission an. In den Jahren 1953 und 1954 war er Mitglied im Council of Economic Advisers. Politisch schloss er sich der Demokratischen Partei an.
Bei den Kongresswahlen des Jahres 1962 wurde Long im zweiten Wahlbezirk von Maryland in das US-Repräsentantenhaus in Washington, D.C. gewählt, wo er am 3. Januar 1963 die Nachfolge von Daniel Brewster antrat. Nach zehn Wiederwahlen konnte er bis zum 3. Januar 1985 elf Legislaturperioden im Kongress absolvieren. In diese Zeit fielen unter anderem der Höhepunkt der Bürgerrechtsbewegung, der Vietnamkrieg und die Watergate-Affäre. In dieser Zeit wurden auch der 24., der 25. und der 26. Verfassungszusatz ratifiziert. Zeitweise gehörte Long dem Unterausschuss für Foreign Operations an, der den Haushalt für Auslandshilfen kontrollierte.
Im Jahr 1984 verlor Long gegen Helen Delich Bentley von der Republikanischen Partei. Nach dem Ende seiner Zeit im US-Repräsentantenhaus ist er politisch nicht mehr in Erscheinung getreten. Er starb am 18. September 1994 in Cockeysville.

## Trivia
Clarence Long wird in dem Film Der Krieg des Charlie Wilson von Ned Beatty dargestellt. Dabei wird seine Rolle bei der Unterstützung der Mudschahedin im Sowjetisch-Afghanischen Krieg thematisiert.